# Pacific Point
Pacific Point är en udde i Sydgeorgien och Sydsandwichöarna (Storbritannien). Den ligger i den östra delen av Sydgeorgien och Sydsandwichöarna.
Terrängen inåt land är huvudsakligen kuperad, men österut är den platt.  Det finns inga samhällen i närheten. 